# Heinz Bröker
Heinz Bröker (* 8. August 1895 in Bremerhaven als Heinrich Friedrich Böker; † 1945 in Breslau) war ein deutscher Journalist und Schriftsteller.

## Leben
Nach dem Schulbesuch studierte Bröker und promovierte zum Dr. phil. Als solcher war er 1924 als Redakteur zunächst in Ludwigshafen tätig. Später wechselte er als Kunstschriftsteller an die „Schlesische Zeitung“ nach Breslau. Dort widmete er sich im Zweiten Weltkrieg auch dem Verfassen von drei Romanen zum damaligen Zeitgeschehen, von denen Alarm über Tage bis 1944 in mehrfacher Auflage in Höhe von insgesamt 40.000 Exemplaren erschien. 1941 war er kulturpolitischer Redakteur der „Breslauer Zeitung“ sowie als Essayist und Kritiker tätig.

## Werke
- Mit Mann und Roß und Wagen ... In Polen während des Feldzuges. Gauverlag-NS. Schlesien, Breslau [1940].
- Alarm über Tage. Roman. Gauverlag-NS. Schlesien, Breslau 1940.
- Die tapferen Tage. Roman. Gauverlag-NS. Schlesien, Breslau 1944